# Адищево (Костромская область)
А́дищево — село в Островском районе Костромской области России. Административный центр Адищевского сельского поселения.

## География
Село находится в южной части Костромской области, в подзоне южной тайги, на берегах реки  Сендега, при автодороге 34К-195.

### Уличная сеть
| - ул. Дзержинского, - ул. Заовражная, - ул. Зелёная, - ул. Комарова, | - ул. Ленина, - ул. Мира, - ул. Новая, - ул. Полевая, | - ул. Тухачевского, - ул. Школьная, - ул. Юбилейная. |

### Климат
Климат характеризуется как умеренно континентальный, с продолжительной многоснежной зимой и относительно коротким тёплым летом. Среднегодовая температура воздуха — 3,1 °C. Средняя температура воздуха самого холодного месяца (января) — −11,8 °C (абсолютный минимум — −46 °C); самого тёплого месяца (июля) — 17,6 °C (абсолютный максимум — 37 °С). Безморозный период длится 131 день. Годовое количество атмосферных осадков составляет 593 мм, из которых большая часть выпадает в тёплый период. Снежный покров устанавливается в третьей декаде ноября и держится в течение 149 дней.

## Население
| 2008 | 2010 | 2014 |
| ---- | ---- | ---- |
| 821  | ↗829 | ↘814 |

## Инфраструктура
Личное подсобное хозяйство с зоной сельскохозяйственного использования, индивидуальная застройка усадебного типа.
Адищевская средняя общеобразовательная школа, Адищевский фельдшерско-акушерский пункт.
Сельский клуб.

## Памятные места, достопримечательности
Мемориальный комплекс-памятник Коленопреклоненная женщина и памятные доски
Памятник землякам погибшим в годы Великой Отечественной войны
Мемориальный комплекс
Церковь святых Петра и Павла

## Транспорт
Автобусное сообщение с райцентром. Остановка общественного транспорта «Адищево». 